# Une Famille en plomb
Une Famille en plomb est un sketch réalisé par le trio comique Les Inconnus dans le cadre de l’émission La Télé des Inconnus, qui parodie l'émission de jeu Une famille en or.
Ce sketch, qui devait être diffusé en 1993, est resté longtemps inédit du fait du décès de l’animateur du jeu parodié, Patrick Roy, qui est tourné en dérision dans le sketch.

## Synopsis

### Présentation
Le sketch se présente sous la forme d'un jeu télévisé reprenant le décor et le générique d'un jeu réel, Une Famille en or. L'animateur, « Patrick Rouy » (parodie de Patrick Roy, interprété par Pascal Légitimus), pose des questions de connaissance générale à deux équipes, particulièrement contrastées :
- la famille Brouchaud, la famille vainqueur depuis six semaines et qui représente le summum de la vulgarité, tant dans l'apparence physique et vestimentaire que dans le vocabulaire ;
- la famille Castellac, nouvelle participante au jeu, une famille bourgeoise huppée classique.

Les deux chefs de famille sont interprétés par Didier Bourdon, et les deux épouses par Bernard Campan.

### Ressorts comiques
Lʼeffet comique du sketch repose sur plusieurs piliers :
- le gimmick de l'animateur, Patrick Rouy, qui répète plusieurs fois de suite le terme « C'est bien ! » ;
- les réponses à deviner par les candidats, étant basées sur des sondages effectués sur un échantillon de Français moyens :
  - la famille Castellac, totalement déconnectée de la réalité de la vie quotidienne par son train de vie, est généralement incapable de répondre aux questions du jeu ;
  - la famille Brouchaud, a contrario, enchaîne les victoires en donnant des réponses approximatives, ce qui laisse à penser que le « panel de Français » utilisés pour les questions seraient d'un niveau culturel particulièrement bas ;
  - l'incongruité des réponses fournies par le panel : ainsi, lors de la question sur les équipements de cuisine les plus cités, les réponses du panel sont : « Frigogidaire », « Lavaisselle » et « Micronde » (sic) ; lors de la question sur les rois de France les plus marquants, les réponses du panel sont : Napoléon, Jeanne d'Arc, « Louis,  "avec des barres" », Robin des Bois et Caroline de Monaco ;
- la victoire inattendue de la famille Castellac lorsqu'il s'agit de deviner des jurons : en s'énervant sur son épouse, le père de la famille Castellac énonce sans le faire exprès les bonnes réponses du panel ;
- la personnalité de l'animateur Patrick Rouy, présenté comme arrogant et égocentrique alors que le véritable animateur Patrick Roy était unanimement reconnu pour son amabilité et ses qualités humaines.

Au milieu du sketch, l'animateur se vexe lorsque son nom nʼapparaît pas en réponse à la question « Quel est l'animateur préféré des Français ? » (et s’énerve quand il voit que c'est « 'Nard Pivot » qui est cité en premier par le panel), et davantage lorsque son nom apparaît en première position lors de la question sur le « Juron préféré des Français ».
Le sketch s’achève lorsqu’il quitte le plateau, furieux, répétant qu'il gagne beaucoup d'argent et qu'il a d'autres émissions de télévision et de radio importantes, avec lesquelles il acquiert un plus grand succès que Pivot, montrant à plusieurs reprises sa montre de luxe qu'il a eu en cadeau par un sponsor.

## Réalisation
Le sketch a été tourné en deux fois, de sorte que Didier Bourdon et Bernard Campan interprètent respectivement le rôle du père et de la mère de chacune des deux familles participantes.  Une superposition dʼimages permet de présenter en plan large les deux familles.